# Електроніка (торгова марка)
Під  маркою «Електроніка» (рос. Электроника) в СРСР на заводах, що належали до відомства Міністерства електронної промисловості, випускався широкий спектр побутових електроприладів: телевізори, комп'ютерні системи, калькулятори, електронні годинники, магнітофони, відеомагнітофони та інші вироби. Деякі вироби серії були копіями зразків іноземної техніки.
Експортні варіанти приладів серії виходили під марками «Elektronika» і «Електроника» (для Болгарії), Seconda (для годинників), Elorg (Електроноргтехніка). Залишки від експортних партій потрапляли в продаж і в СРСР.

## Магнітофони

### Котушкові
- «Електроніка ТА 1-003 Стерео»
- «Електроніка 004 Стерео»
- «Електроніка МПК 004С»
- «Електроніка МПК 007С»

### Касетні
- «Електроніка МП-111 стерео»
- «Електроніка К1-30»
- «Електроніка 203-С»
- «Електроніка 204-стерео» — стаціонарний
- «Електроніка 206-стерео» — стаціонарний
- «Електроніка 211-С»
- «Електроніка 301»
- «Електроніка 302» — монофонічний
- «Електроніка 302-1»
- «Електроніка 302-2»
- «Електроніка 305»
- «Електроніка 311-С» — стереофонічний
- «Електроніка 320»
- «Електроніка 321/322»
- «Електроніка 323/324»
- «Електроніка 323/324-1» — монофонічний
- «Електроніка М-402С» — стереофонічний
- «Електроніка-міні» — стереофонічний

## Відеомагнітофони

### Котушкові
- «Електроніка Відео»
- «Електроніка 501 відео» — клон Sony DV-2400
- «Електроніка 502 відео»
- «Електроніка 506»
- «Електроніка 508 відео»
- «Електроніка 508М відео»
- «Електроніка 509»
- «Електроніка 590 відео»
- «Електроніка 591 відео»
- «Електроніка Л1-08»
- «Електроніка Н-801 відео»

### Касетні,VHS
- «Електроніка ВМ-12» — клон Panasonic NV-2000 (перший радянський касетний відеомагнітофон у форматі VHS)
- «Електроніка ВМ-15»
- «Електроніка ВМ-17»
- «Електроніка ВМ-18»
- «Електроніка ВМ-20»
- «Електроніка ВМЦ-20Ц»
- «Електроніка ВМ-23»
- «Електроніка ВМ-25»
- «Електроніка ВМ-27»
- «Електроніка ВМ-32»
- «Електроніка ВМЦ» / «Електроніка ВМЦ-8220» — версія Samsung VK-8220, яка випускалася за ліцензією
- «Електроніка ВМ-1230» («Samsung-Електроніка ВМ-1230»)

Найбільший тираж був у відеомагнітофонів «ВМ-12/18» і «ВМЦ-8220». Через подібність зовнішнього вигляду багато хто вважав «ВМ-18» клоном Panasonic NV-J7. Насправді у цих відеомагнітофонів зовсім різна схемотехніка. «ВМ-18» був першим серійним VHS-відеомагнітофоном повністю вітчизняної розробки. Серійними магнітофонами були також «ВМ-23/25/27/32/1230» (принаймні, для їх ремонту були підготовлені відповідні інструкції). Решта відеомагнітофонів були, мабуть, дослідними і малосерійними апаратами.

#### VHS-відеокасети
- «Електроніка 90» (1,5 години)
- «Електроніка 120» (2:00)
- «Електроніка 180» (3:00)

### Невстановлені
- «Електроніка 403»
- «Електроніка 505 відео»
- «Електроніка 551»
- «Електроніка 592»
- «Електроніка ВМ-10»
- «Електроніка ВМ-16»
- «Електроніка ВМ-22»
- «Електроніка ВМ-24»

## Відеокамери
- «Електроніка 822»
- «Електроніка Н-801»
- «Електроніка Л-801»
- «Електроніка Відео 841»

## Телевізори

### Чорно-білі
- «Електроніка ВЛ-100»
- «Електроніка 404»
- «Електроніка 407»
- «Електроніка 409/Д» — переносний ч/б телевізор, живлення змінне 220В або постійне 12В за вибором
- «Електроніка 411Д»
- «Електроніка 450»
- «Електроніка 8ТБМ-02Б» — «комбайн» із телевізора, радіо та касетного програвача, аналог «Амфітона ТМ-01»[1]

### Кольорові
- «Електроніка Ц-401» — переносний кольоровий телевізор, виробництво  МЕЛЗ. Кінескоп із діагоналлю 32 см, виробництва заводу «Хроматрон». Прообразом був телевізор фірми Salora.
- «Електроніка Ц-401М»
- «Електроніка Ц-430Д»
- «Електроніка Ц-431Д»
- «Електроніка Ц-432»
- «Електроніка Ц-432/Д»
- «Електроніка Ц-436Д»

## Радіоприймачі
- «Електроніка 26-01» — СХ, УКХ, пам'ять на 14 станцій, годинник-будильник. Виготовлений НВО «Дельта», Москва.
- «Електроніка Р-403» — портативний радіоприймач з електронним годинником і універсальним живленням (вироблявся з 1983 року)
- «Електроніка 160RX» — радіоприймач (фактично — трансівер) для любительського зв'язку на 160 м (1981 р.), див. Радіо-76.

## Абонентські гучномовці
- «Електроніка 202» — трьохпрограмний приймач дротового мовлення, ГОСТ 18286-82
- «Електроніка 203», «Електроніка ПТ-203» — трьохпрограмний приймач
- «Електроніка 204», «Електроніка ПТ-204» — трьохпрограмний приймач
- «Електроніка 205», «Електроніка ПТ-205» — трьохпрограмний приймач з годинником
- «Електроніка ПТ-208» — трьохпрограмний приймач
- «Електроніка ПТ-209» — трьохпрограмний приймач дротового мовлення, ГОСТ 18288-88, ширина 30 см, висота 18 см, товщина 7см

## Калькулятори

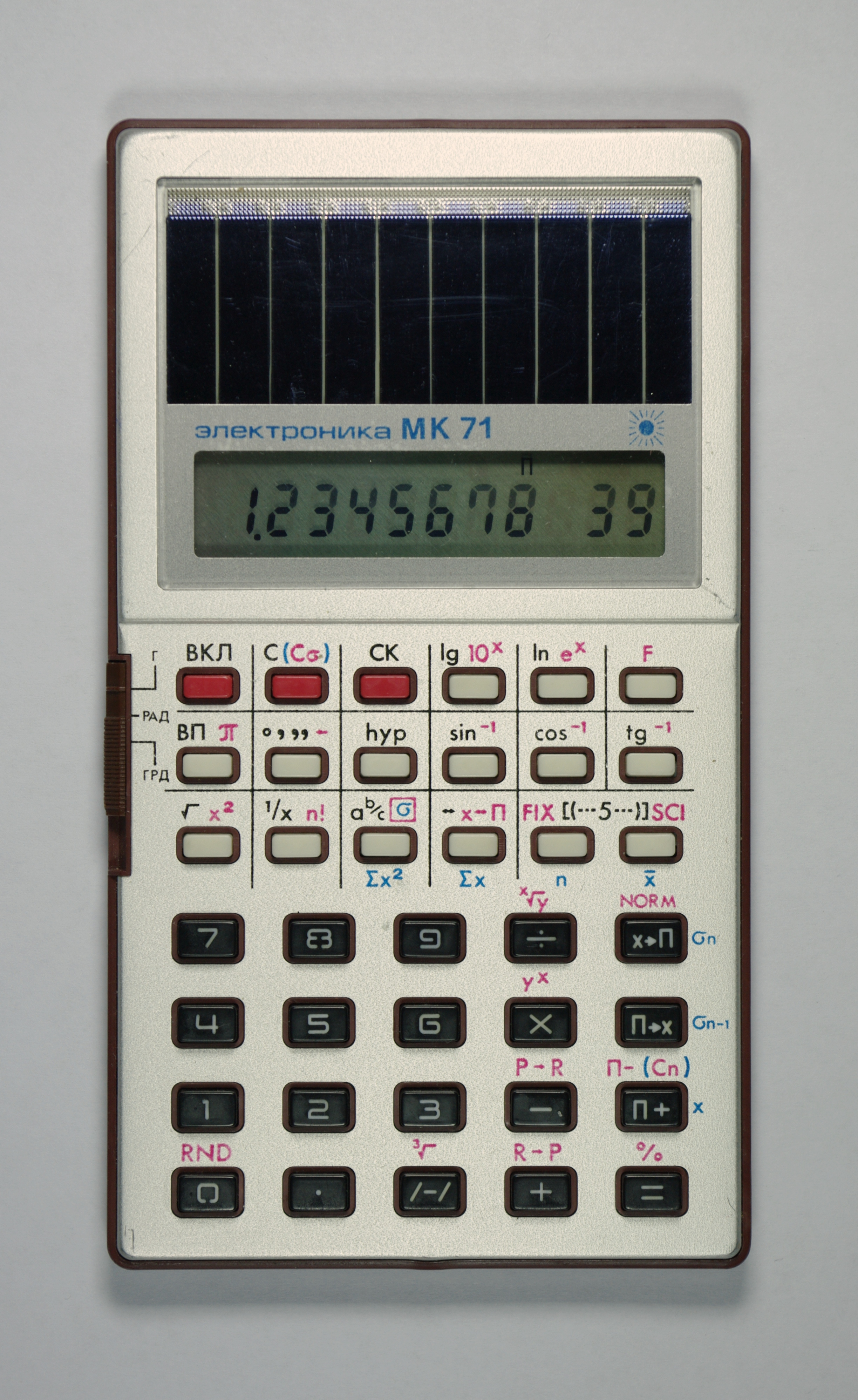
Мікрокалькулятор «Електроніка» МК-71

Сімейство калькуляторів, від найпростіших до програмованих із вбудованою мовою Бейсік.
Див. Список радянських калькуляторів — Серія «Електроніка».
- Електроніка Б3-34 — програмований мікрокалькулятор випущений заводом «Калькулятор» (Світловодськ)[3]
- Електроніка МК-56[ru] — настільна версія Б3-34 випущена заводом «Калькулятор» (Світловодськ)[3]

## Мікропроцесорні ігри

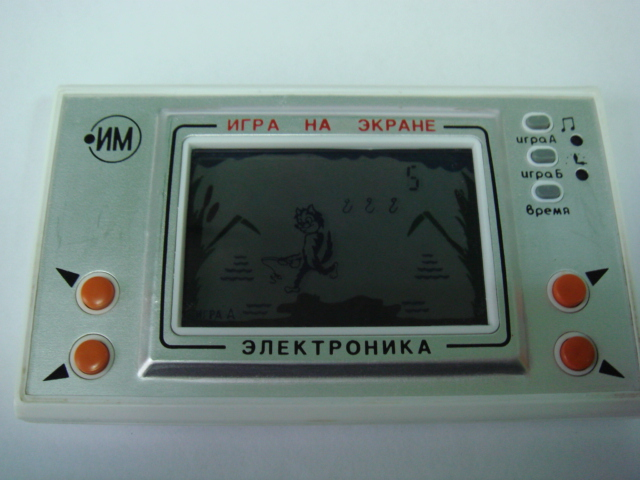
Кіт-риболов

- Кишенькові ігри серії «Електроніка»[4] — в основному засновані на кишенькових іграх Nintendo серії Game & Watch
- «Електроніка ІМ-01» — Шаховий комп'ютер.
- «Електроніка ІМ-01Т» — Шаховий комп'ютер.
- «Електроніка 24-01» — Міккі Маус.
- «Електроніка ІМ-02» — Ну, постривай!
- «Електроніка ІМ-03» — Таємниці океану.
- «Електроніка ІМ-04» — Веселий кухар.
- «Електроніка ІМ-05» — Шаховий комп'ютер.
- «Електроніка ІМ-09» — Космічний міст.[5]
- «Електроніка ІМ-11 Місяцехід» — Танк з програмним управлінням, клон іграшки Big Trak.
- «Електроніка ІМ-12» — Гра мікропроцесорна зі змінними ігровими касетами.
- «Електроніка ІМ-13» — Розвідники космосу.[5]
- «Електроніка ІМ-15» — Настільна електронна гра Футбол (молодша версія).
- «Електроніка ІМ-19» — Біатлон.
- «Електроніка ІМ-22» — Веселі футболісти.
- «Електроніка ІМ-23» — Автослалом.
- «Електроніка ІМ-26» — Гра мікропроцесорна зі змінними ігровими касетами (іграми).
- «Електроніка ІМ-27» — Космічні пригоди — дослідна серія гри (лютий 1990) у вигляді бінокля, зі стереоскопічним зображенням (сам процес схожий на кишенькові ігри серії Електроніка)[6].
- «Електроніка ІМ-29» — Шаховий партнер.
- «Електроніка ІМ-32» — Кіт-риболов.
- «Електроніка ІМ-33» — Квака-задавака.
- «Електроніка ІМ-37» — Настільна електронна гра Футбол (старша версія).
- «Електроніка ІМ-45» — Калькулятор, годинник, будильник, ігри, що навчають англійській мові.
- «Електроніка ІМ-46» — Калькулятор-синтезатор музики.
- «Електроніка ІМ-50» — Космічний політ.
- «Електроніка МГ-09» — Космічний міст.
- «Електроніка МГ-50» — Amusing arithmetic[5]

- «Електроніка Відеоспорт» — серія телевізійних ігрових приставок. Клон першої домашньої відеогри Pong, виконаної на мікросхемі К145ІК17. Існувало чотири варіанти приставки — «Відеоспорт», «Відеоспорт-2», «Відеоспорт-М», «Відеоспорт-3», розрізнялися між собою дизайном корпусу, пультів і пістолета.
- «Електроніка Ексі Відео 01» — телевізійна ігрова приставка виробництва заводу «Екситон», аналог «Електроніка Відеоспорт».
- «Електроніка ІЕР-01» — портативна гра «автогонки» на мікросхемі К145ІК512П[7].

## Комп'ютерна техніка

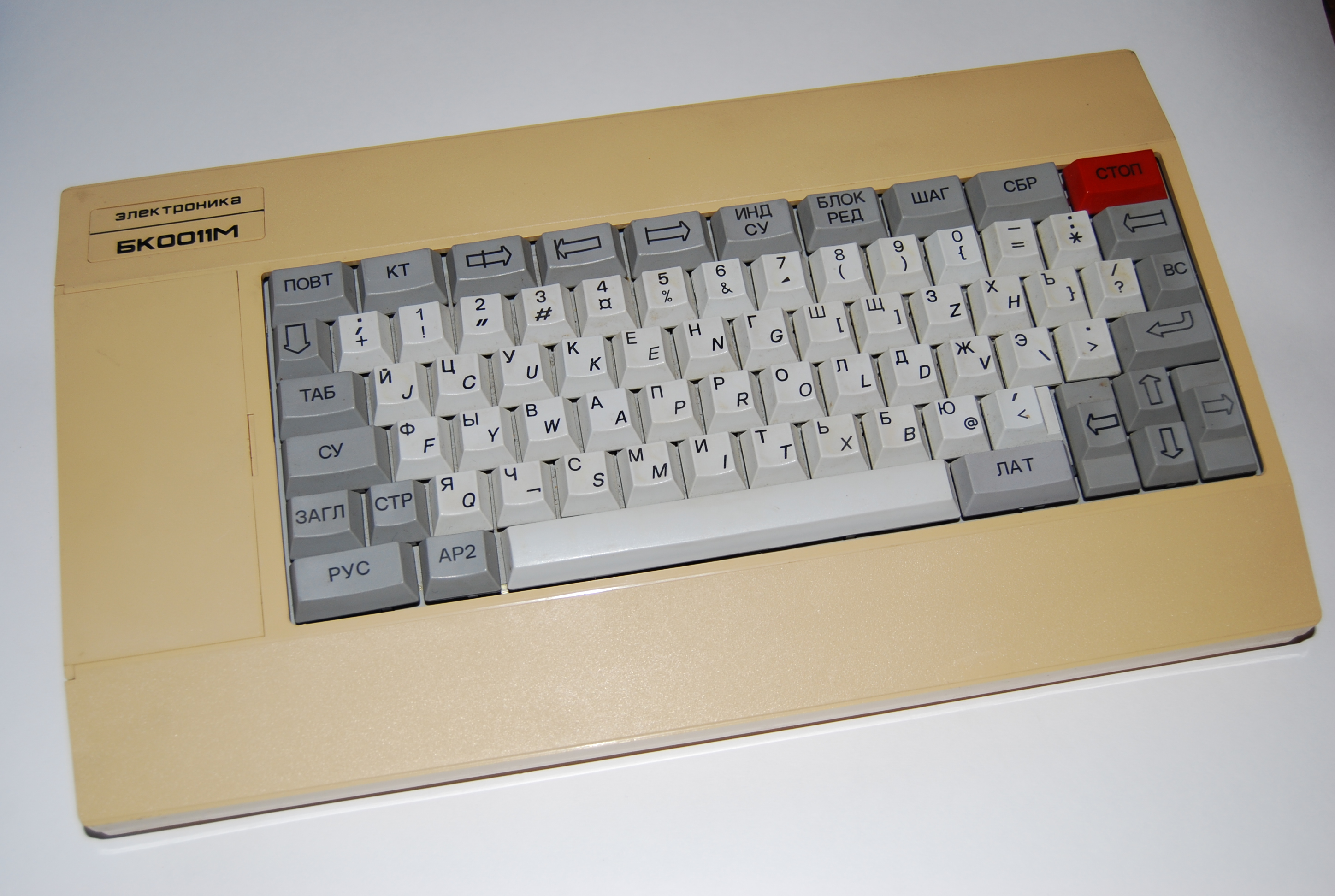
Електроніка БК-0010

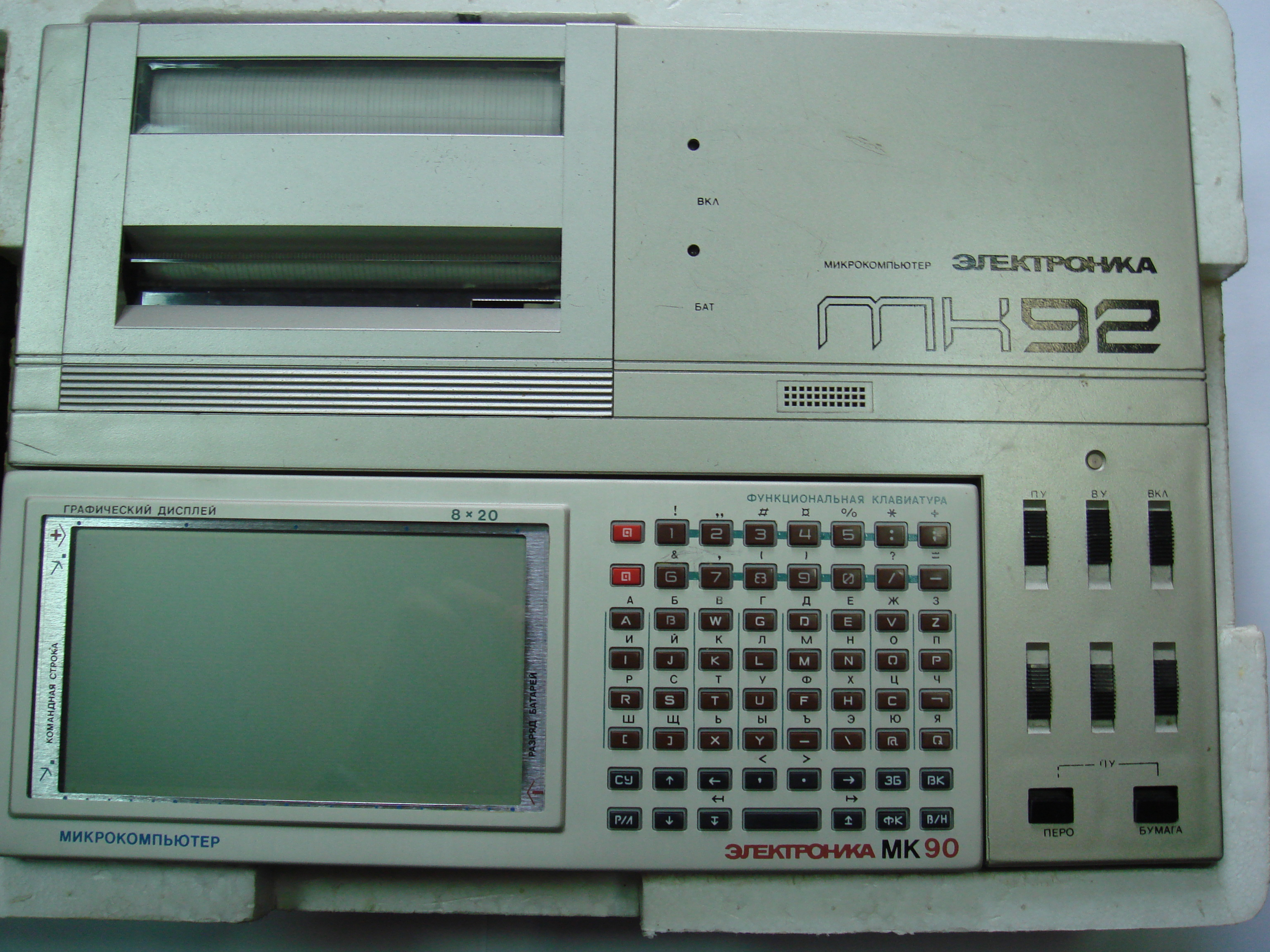
Електроніка МК-92

### Побутові комп'ютери
- «Електроніка БК-xx»[8] — сімейство побутових комп'ютерів, сумісних за системою команд і частково архітектурою з PDP-11 та ДВК
- «Електроніка ВІ-201», «Електроніка ВІ-202» — клон ZX Spectrum

#### Радіолюбительські конструктори
- Електроніка КР-01/02/03/04 — клони Радіо 86РК
- «Електроніка КР-005» — клон ZX Spectrum

### Міні- і Мікро-ЕОМ
- «Електроніка-32» — аналог VAX 11/750
- «Електроніка-60», «Електроніка-60М» — аналог LSI-11
- «Електроніка-70», «Електроніка Т3-16» — стаціонарні програмовані калькулятори першої половини 70-х років.
- «Електроніка-79» — аналог PDP-11/70
- «Електроніка-81/1» (МС 1213) — входить в сімейство Електроніка-60, відрізняється реалізацією схеми центрального процесора (М5) та відсутністю процесора із плаваючою комою.
- «Електроніка К1» — сімейство мікро-ЕОМ
- «Електроніка СП» — електронний словник-перекладач на процесорі К1801ВЕ1, не пішов у серію
- «Електроніка-88»
- «Електроніка МК-85» — калькулятор з РКІ, мова програмування «Бейсік»
- «Електроніка МК-90» — кишеньковий комп'ютер з графічним дисплеєм та мовою програмування Бейсік (розширений PDP-11 BASIC 1.0).
- «Електроніка МК-92» — Комплект з «Електроніка МК-90» і док-станції з принтером та виходом на магнітофон BASIC 2.0
- «Електроніка МК-98» (серійно не випускався)
- «Електроніка-100/25» — аналог PDP-11 (11/35)
- «Електроніка-100І» — аналог PDP-8
- «Електроніка 901» — портативний IBM-сумісний ПК
- «Електроніка С5» — система керуючих ЕОМ розробки КБ при заводі « Світлана»
- «Електроніка Д3-28»
- «Електроніка Т3-29» — персональний комп'ютер військового призначення кінця 70-х і 80-х років.
- «Електроніка НЦ» (НЦ-03Т, НЦ-03Д, НЦ-04Т, НЦ-31) — серія виробничих керуючих мікро-ЕОМ, розроблених у  НВО «Науковий Центр»

#### Серія «Електроніка MC-xxxx»

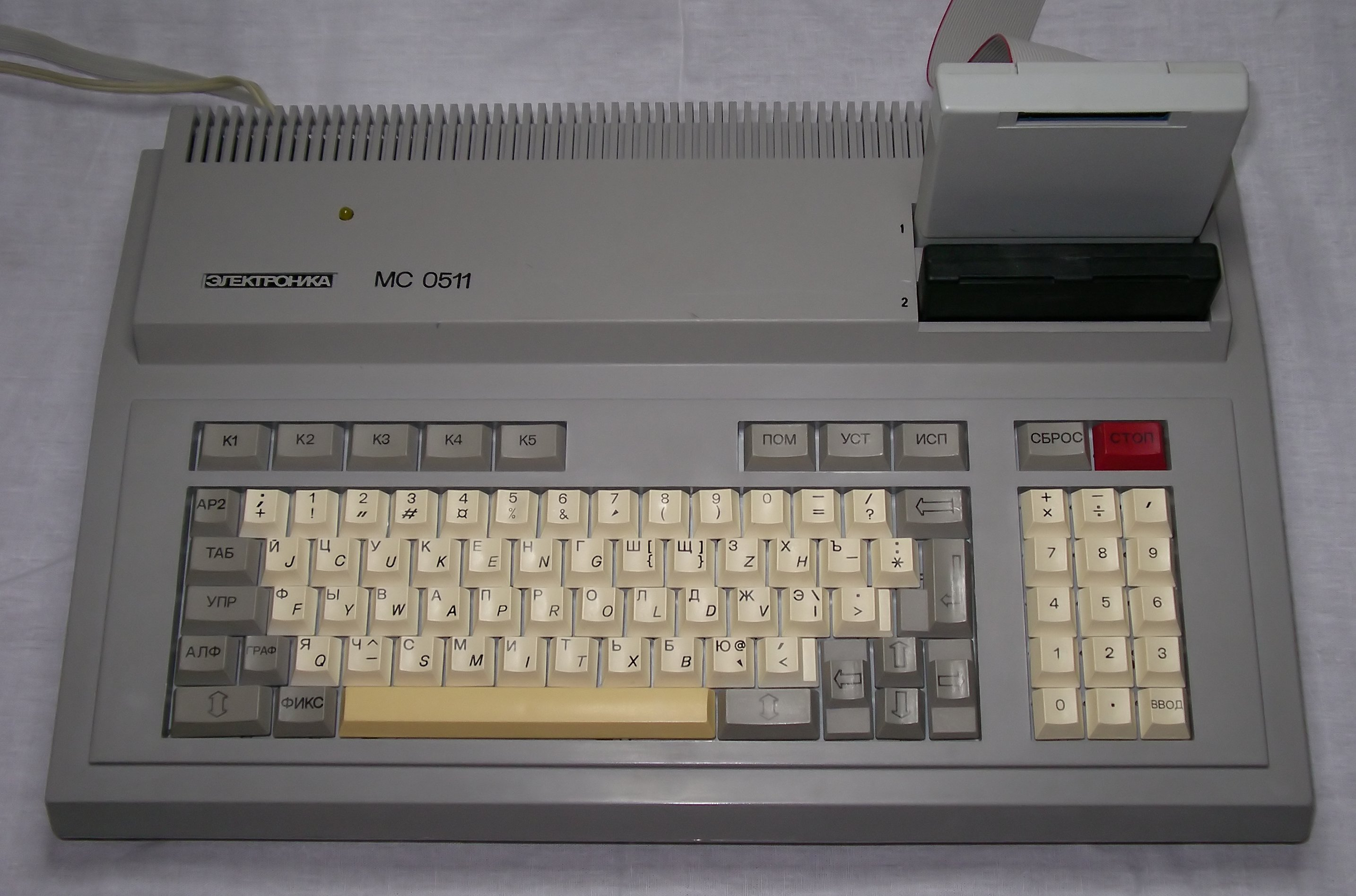
Електроніка МС 0511

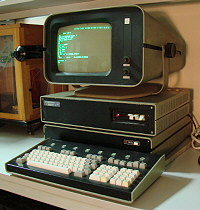
ДВК-2/Електроніка МС 1501

Сімейство мікро-ЕОМ, що базуються на системі команд PDP-11 (LSI-11). У сімейство входили як одноплатні мікро-ЕОМ МС 1201.01 для ДВК, так і системи керуючих комплексів МС 1212.xx.
- «Електроніка МС 0502 / МС 0507» —  ДВК
- «Електроніка МС 0511» — УКНЦ; «Електроніка МС 0202» — КНОТ УКНЦ
- «Електроніка МС 0512» — спрощений варіант «Електроніка МС 0511», не пішов у серію
- «Електроніка МС 0513» —  БК-0011М
- «Електроніка МС 0515» — УПБК-16, комп'ютер на процесорі КР1807ВМ1. Випускався на воронезькому заводі «Процесор».
- «Електроніка МС 0530» — ПЕОМ «Квант БК»,  Клон ZX Spectrum
- « Електроніка МС 0585» / «Електроніка 85» — аналог DEC Pro 350/380
- «Електроніка МС 1204» — первинна назва МК-90 (див. вище)
- «Електроніка МС 1260» — керуюча ЕОМ ЧПУ 2085
- «Електроніка МС 1501»
- «Електроніка МС 1502» — аналог IBM PCjr
- «Електроніка МС 1503»
- «Електроніка МС 1504» (Інтеграл ПК-300) — ноутбук, сумісний з IBM PC XT
- «Електроніка МС 1702» — співпроцесор на 1810ВМ88 для Електроніки 85

### Відеотермінали
- «Електроніка МС 7105» — символьно-графічний відеотермінал, клон DEC VT240[9]
- «Електроніка МС 7401» — символьно-графічний відеотермінал.

### Навчальні стенди

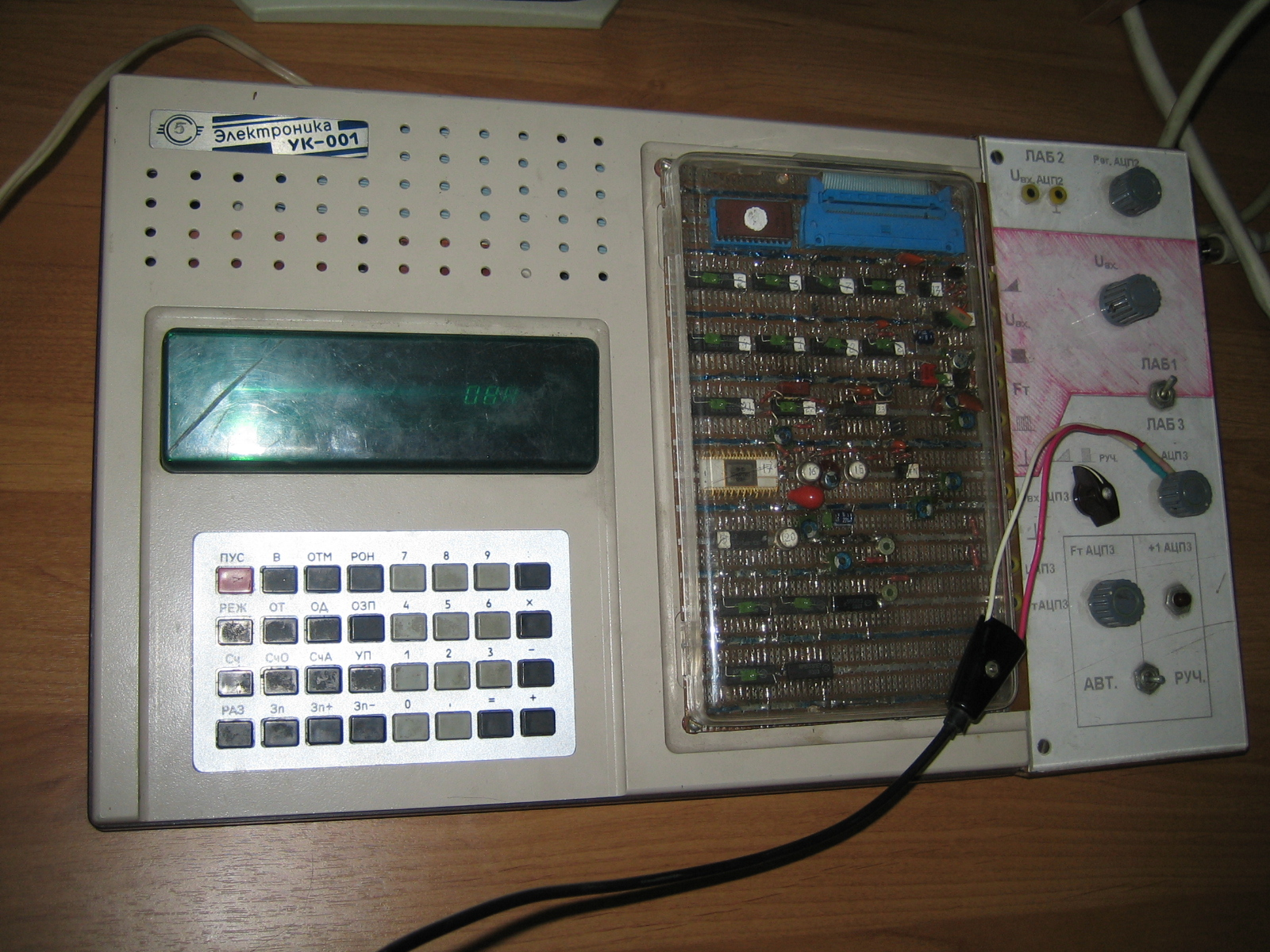
Електроніка УК-001

- «Електроніка 580»
- «Електроніка УК-001» — навчальний комп'ютер

### Універсальні програмовані контролери
- «Електроніка МС 2702» («Електроніка К1-20»)
- «Електроніка МС 2721»

### Периферія
- «Електроніка МС 6102» — дисплей-моноблок, клавіатура з монітором[10]

#### Монітори
- «Електроніка MC 6105 / MC 6105.16» — монохромний: чорно-білий або чорно-зелений (менш поширений варіант)
- «Електроніка MC 6106.1 / MC 6106.2/MC-6106.3/MC-6106.4» — кольоровий
- «Електроніка МС 6113 / MC 6113.02» (32ВТЦ-201/32ВТЦ-202) — кольоровий
- «Електроніка MC 6205» — газорозрядний, 16x10 символів, побудований на основі матриці 100x100 точок[11]
- «Електроніка 32 ВТЦ 101» — кольоровий, в корпусі із використанням вузлів телевізора «Електроніка Ц-401». Незважаючи на наявність решітки для гучномовця, сам гучномовець відсутній.
- «Електроніка 32 ВТЦ 201/202» — кольоровий[12]. У цьому моніторі, на відміну від моделі 101, блок живлення є імпульсним.

#### Клавіатури
- «Електроніка МС 7001»
- «Електроніка МС 7004»[13]
- «Електроніка МС 7004а» — варіант для ПК АГАТ[14]

#### Дисководи

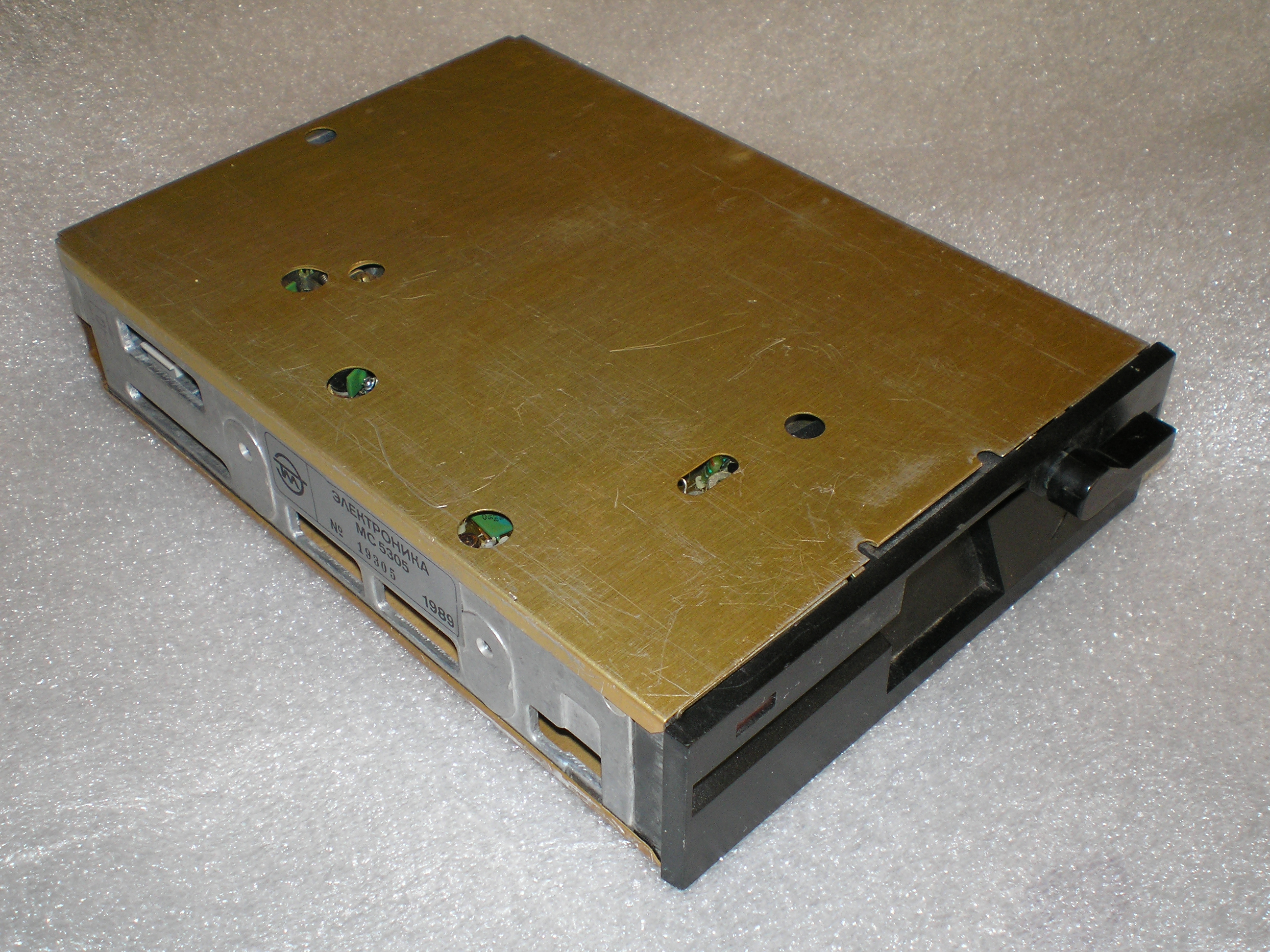
«Електроніка МС 5305»

- «Електроніка ГМД-70» — дисковод (НГМД) на 8 дюймів
- «Електроніка [Н] ГМД-6022» — здвоєний дисковод на 5,25 дюйма
- «Електроніка ГМД-6121» — дисковод на 5,25 дюйма
- «Електроніка [Н] ГМД-7012» — дисковод на 8 дюймів
- «Електроніка МС 5301» — дисковод на 5,25 дюйма DS / DD (360 кб)
- «Електроніка МС 5305» — дисковод на 5,25 дюйма DS / QD (720 кб)
- «Електроніка МС 5311» — дисковод на 5,25 дюйма DS / QD (720 кб)
- «Електроніка МС 5313» — дисковод на 5,25 дюйма DS / QD (720 кб)
- «Електроніка МС 5314»
- «Електроніка МС 5316» — зовнішній дисковод на 5,25 дюйма
- «Електроніка МС 5326» — дисковод на 5,25 дюйма, DS / QD (720 кб), випускався тільки в Болгарії

У 5,25-дюймових дисководів половинної висоти (зокрема, у моделей 5305, 5311 і 5313) дизайн передньої панелі повністю повторює японський TEAC серії FD-55.

#### Тверді диски
- «Електроніка МС 5401» — клон Seagate ST506 (5 МБ)
- «Електроніка МС 5402» — клон Seagate ST412 (10 МБ)
- «Електроніка МС 5405» — власна розробка, 20 МБ
- «Електроніка МС 5410» — клон Seagate ST225 (20 МБ)

#### Принтери
- «Електроніка МС 6302»
- «Електроніка МС 6304» — матричний
- «Електроніка МС 6307» — матричний
- «Електроніка МС 6312» — термоструменевий, до 160dpi
- «Електроніка МС 6313» — матричний дев'ятиголковий, сумісний за системою команд з Epson LX-800
- «Електроніка МС 6317» — термоструменевий, погіршений клон популярного «Електроніка МС 6312»
- «Електроніка МС 6318» — термоструменевий, оригінальної конструкції з алюмінієвим барабаном великого діаметра.
- «Електроніка МС????» — Номера не мав, випускався під ім'ям «Радій» — термоструменевий, розвиток «Електроніка МС 6312» у тому ж корпусі
- «Електроніка МС????» — Номера не мав, випускався під ім'ям «Спринтер» — термоструменевий, формату А3.
- «Електроніка СМ 6337» — матричний дев'ятиголковий, формату A3.
- «Електроніка 6902» -???

#### Графобудівники
- «Електроніка МС 6501» — він же ЕМ-7052
- «Електроніка МС 6502» — він же ЕМ-7062А

## Електронні годинники
- «Старт 7231» — годинник-будильник електронний у вигляді радіоконструктора з 9 кнопками (Ч/М/К/Т/Б1/Б2/В/С/О) на передні панелі[15]. На основі конструктора випускалися також сувенірні настільні і настінні годинники.

### Настінні годинники
- Годинник-будильник електронний сувенірний — настінний годинник у вигляді наручного годинника з 6 кнопками на передній панелі у два ряди. Випускався у місті Світловодськ. У комплект входить підставка для використання у якості настільного годинника. Випускався у двох варіантах:
  - «Днепр» — з написами над кнопками російською Ч/М/К/В та Б1/Б2, штампованим написом «Електроніка» у нижній частині (роки випуску: 80-і — 90-і). У 1995 році було випущено ювілейну серію годинників до 50-річчя завершення Другої світової війни з деколлю у вигляді георгієвської стрічки[16];
  - «Україна» — з написами над кнопками українською Г/Х/К/Ч та Б1/Б2, Прапором України та Гербом України та штампованим написом «Світловодськ» у нижній частині (роки випуску: після 1991)[17].
- Годинник-будильник електронний — настінний годинник у вигляді наручного годинника з 9 кнопками на передній панелі в один ряд на основі конструктора «Старт 7231». Випускався у двох варіантах:
  - «Електроніка» — з написами над кнопками російською Ч/М/К/Т/Б1/Б2/В/С/О, штампованим написом «Електроніка» під дисплеєм, декоративними написом «Старт» вгорі та «Кварц» внизу. У комплект входить верхній і нижній пластикові ремінці на шарнірах, які при складанні дозволяють використовувати як настільний годинник[18];
  - «Рата» (ЯЮПИ.403231.001. ТУ) — з написами українською Г/Х/К/Т/Б1/Б2/В/С/Ф, випускався у місті Червоноград на заводі «Зміна» ВО «ЛОРТА» у двох кольорах корпусу: чорний та світло-сірий[19][20][21]. Висота: 21 см[22]. У комплект входить верхній пластиковий ремінець, який приєднується і виконує роль підставки для використання у якості настільного годинника.
- «Електроніка 7» — Настінний годинник для приміщень і вулиці випускався заводом Рефлектор. На даний момент виробництво триває під торговою маркою «Електроніка 7».[23]

### Настільні

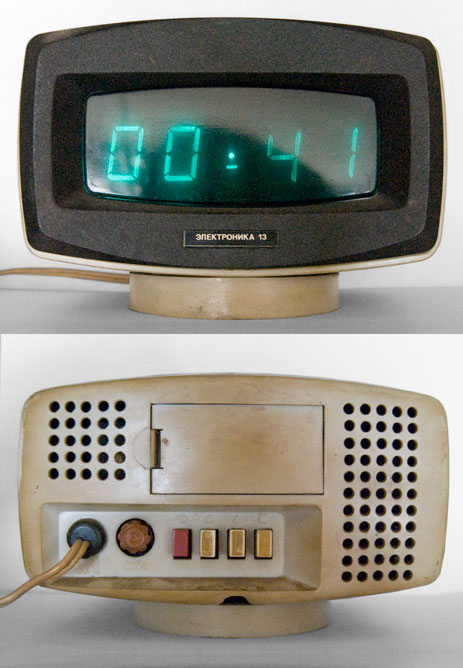
Електроніка 13

- «Електроніка 2» — годинник-будильник
- «Електроніка 6.15М» — годинник настільний з будильником в корпусі з ДСП зі шпоном з цінних порід дерева. Задня стінка і світлофільтр пластмасові. Годинник виконаний на трьох мікросхемах: К176ІЕ18, К176ІЕ13, К176ІД3. Індикатор ІВЛ1-7/5. Трансформатор харчування Т19-220-50. Ціна на момент випуску 45 рублів. Багато екземплярів відзначені  Державним Знаком якості СРСР.
- «Електроніка 7» — Настільний годинник на вакуумно-катодно-люмінісцентних індикаторах (ВКЛІ). Вироблялися заводом Рефлектор.
- «Електроніка 8» — годинник настільний
- «Електроніка 12-41А» — годинник на мікросхемі К1016ХЛ1 з індикатором ІВЛ2-7/5, виробництва РЗПП, ціна на момент випуску 23 рубля.
- «Електроніка 13» — годинник настільний на вакуумних люмінесцентних індикаторах, використані мікросхеми 176 серії, 1988 рік, ціна 35 рублів.
- «Електроніка Б1-22» — годинник автомобільний
- «Електроніка ЗАП 01ЕЧ» — годинник автомобільний, з напівпрозорим дзеркалом, через яке в правому верхньому кутку видно індикатор. Мікросхема КР145ІК1901, індикатор ІВЛ2-7/5. Є перетворювач напруги, що дозволяє живити годинник від будь-якого джерела напругою 12 В.
- «Електроніка Б6-403» — годинник настільний
- «Електроніка 22-01» — годинник настільний
- «Електроніка 4.13» — годинник настільний з будильником на мікросхемі КР145ІК1901, чотирирозрядному вакуумно-люмінесцентному індикаторі ІВЛ1-7/5 та дерев'яному корпусі. Ціна на момент випуску — 50 рублів.
- «Elektronika 2-11A» — настільний годинник з будильником і підсвічуванням, прямокутний корпус (83 х 55 мм) з сірої пластмаси, всі написи на корпусі англійською мовою.

Основною причиною несправності годинників «Електроніка» з мережним живленням є висихання електролітичного конденсатора фільтра після двадцяти і більше років роботи. Реставрація проводиться його заміною, з дотриманням правил техніки безпеки.

### Наручні

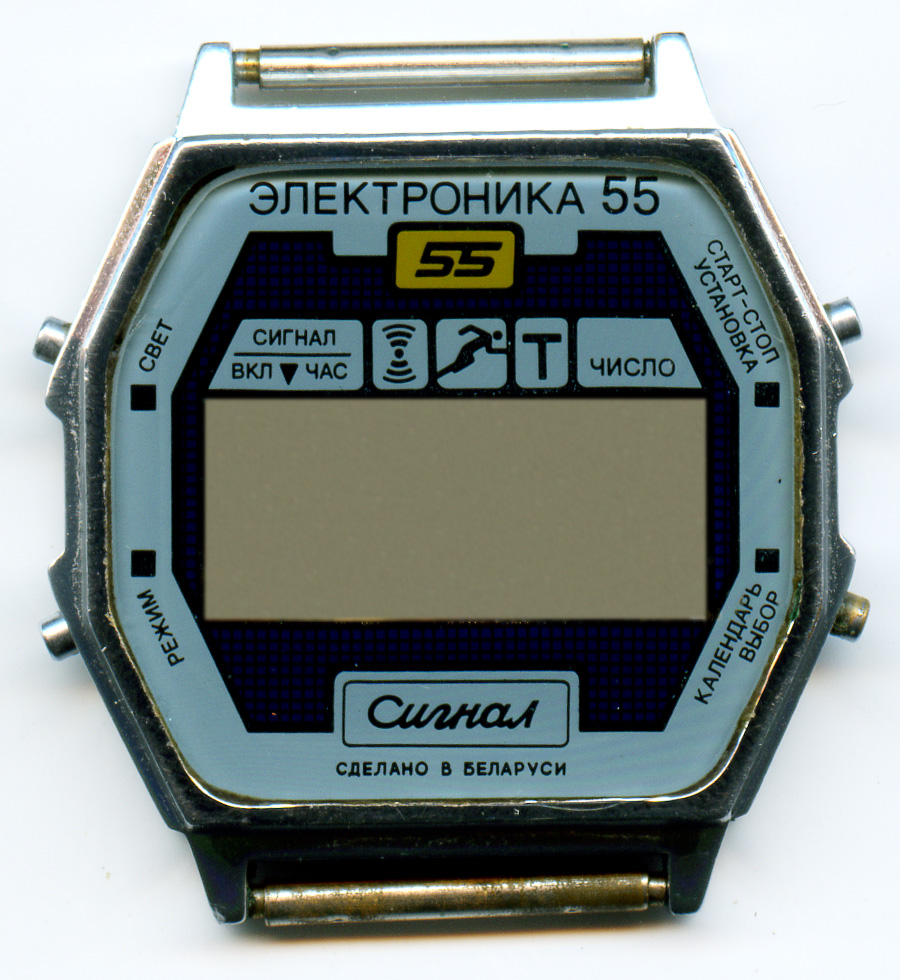
Наручний годинник «Електроніка 55»

Серія була відкрита в 1973 році.
- «Електроніка 1»

#### Серія «Електроніка 5»
Серія об'єднувала годинники з маркуваннями «Електроніка 5», «Електроніка 5x», «Електроніка 5-xxx» тощо.
Всі годинники серії вироблялися на потужностях мінського НВО «Інтеграл» (заводи «Електроніка» і «Камертон»). Відомі моделі годинників: Електроніка 5-202, 5-203, 5-204, 5-206, 5-207, 5-208, 5-209, 5-29367. Розвитком серії Електроніка-5 стала серія Електроніка 5x (51,52,53,54,55,57 і т. д.)
У більшості годинників цієї серії присутня функція ручного цифрового налаштування ходу (ЦНХ), яка відсутня у зарубіжних аналогів. В інтерфейсі годинника передбачено спеціальне меню, в якому можна вказати поправку, що додається (або віднімається) до поточного часу за добу. Обчислення поправки користувач годинника здійснює самостійно, порівнюючи показання годин, наприклад, з сигналом точного часу, що передається по радіо, двічі через тривалий проміжок часу (10 днів). Поправка включається при утриманні в натиснутому стані більше трьох секунд кнопки вибору функції установки часу.
На даний момент випуск деяких моделей годинників «Електроніка» триває в Білорусі на мінському НВО «Інтеграл».

### Промислові
Електроніка 7 — промисловий годинник з люмінесцентними індикаторами, де кожна цифра формувалася чотирма або одинадцятьма 7-сегментними лампами (для збільшення розміру одержуваних цифр). Для кожного з чотирьох індикаторів малася плата дешифрації двійкового коду, який надходив з основної плати, в коди люмінесцентних індикаторів. Були моделі і на світлодіодною індикацією.
Всі вуличні і настінні годинники вироблялися на базі саратовського заводу «Рефлектор» і досі використовуються в багатьох адміністративно-господарських і промислових приміщеннях. Годинник вироблявся на базі вакуумно-люмінесцентних індикаторів (ВЛІ) власного виготовлення (у світі було всього 5 заводів, які виробляли ВЛІ).
Годинник «Електроніка 7» випускався в різних модифікаціях ( Електроніка 7-06М, 7-06К, 7-34, 7-35)
Дані моделі розрізнялися між собою висотою символу (в основному були 78 мм і 140 мм), кількістю розрядів (години, хвилини, секунди), кольором індикації (зелений або червоний), наявністю температурного датчика, можливістю корекції ходу від радіотрансляційної мережі, типом індикації (люмінесцентна або світлодіодна).
В даний час підприємство, створене на основі годинникового виробництва заводу «Рефлектор», досі виробляє електронні годинники, хоча випускає їх вже під іншою торговою маркою.

## Радіоконструктори
- «Електроніка ЦШ-01» — цифрова шкала — частотомір
- «Електроніка ЦШ-02» — вхідний дільник частоти
- «Електроніка ЦШ-03» — перетворювач «напруга — частота»
- «Електроніка-Контур-80» — короткохвильовий трансівер  «Радіо-76» без підсилювача потужності передавача

## Медичне устаткування
- «Електроніка ДКІ Н 04» — переносний дефібрилятор[24]
- «Електроніка ІАД-1» — тонометр-напівавтомат. Рік випуску 1986.

## Електромузичні інструменти

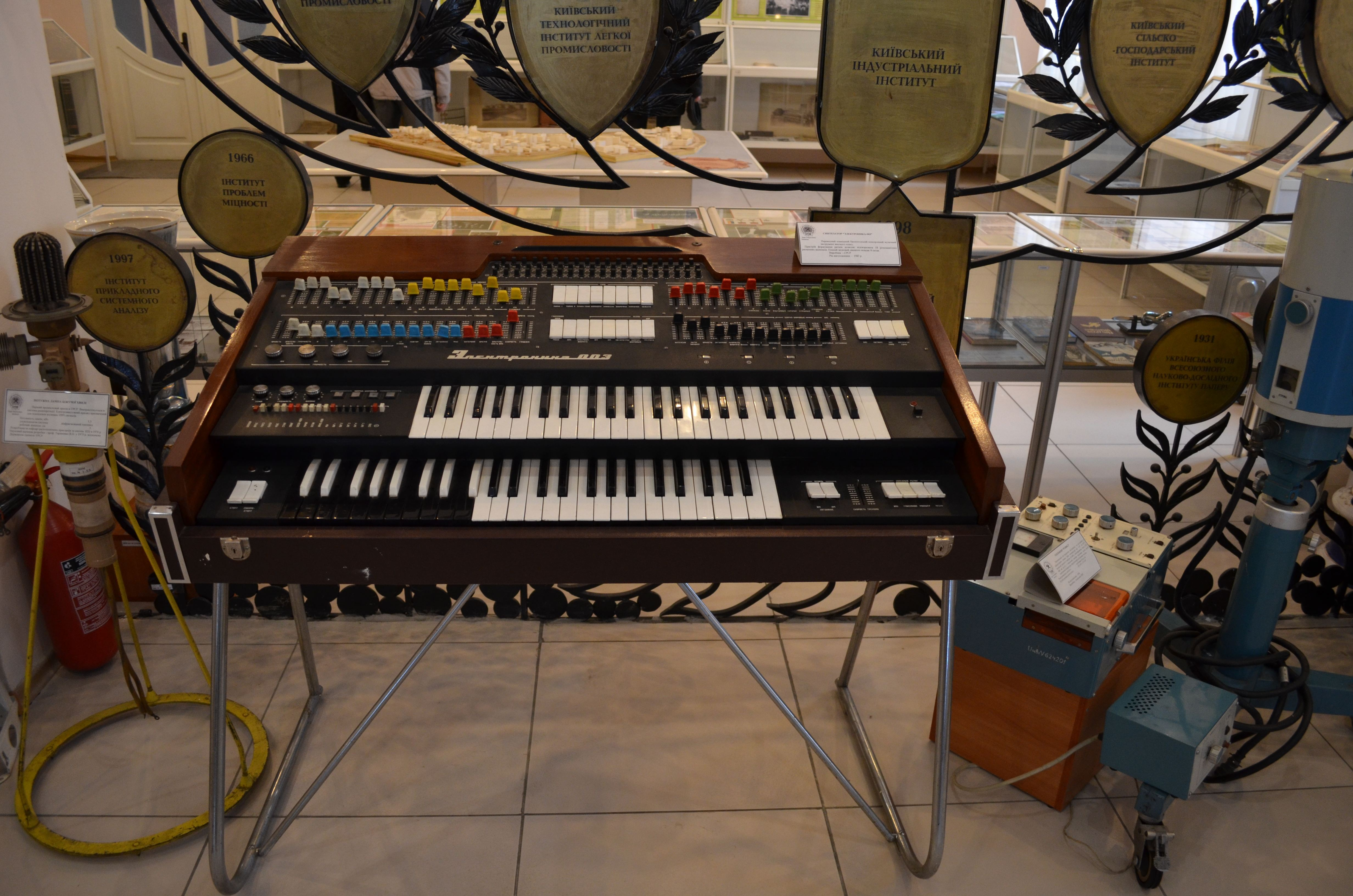
Електроніка 003 в Київському політехнічному музеї

- «Електроніка-2»
- «Електроніка ЕМ-003»
- «Електроніка ЕМ-01» — Дворядний синтезатор-орган
- «Електроніка ЕМ-04» — Синтезатор
- «Електроніка ЕМ-05»
- «Електроніка ЕМ-11»
- «Електроніка ЕМ-14»
- «Електроніка ЕМ-141»
- «Електроніка ЕМ-15»
- «Електроніка ЕМ-17»
- «Електроніка ЕМ-25»
- «Електроніка ЕМ-26» — вокодер
- «Електроніка ФЛ-01» — фленжер

Окремо:
- «Електроніка ЦМ-301» — світломузична установка. 4 канали (червоний, жовтий, синій, зелений) кожен по 60 Вт

## Акустичні системи
- «Електроніка 25АС-033» — трьохполосна АС в натуральному дерев'яному корпусі, потужності: номінальна — 25 Вт, гранична довготривала − 75 Вт, гранична пікова — 100 Вт, діапазон відтворюваних частот — 31,5-25000 Гц, номінальний опір 4 Ом
- «Електроніка 25АС-118» — АС в натуральному дерев'яному корпусі
- «Електроніка 25АС-126» — трьохполосна АС в корпусі з ДСП (пізніше перейменована в «Електроніка 25АС-326»), потужності: номінальна — 25 Вт, гранична довготривала — 35 Вт, гранична короткочасна — 50 Вт, 40-20000 Гц, 4 Ом
- «Електроніка 25АС-132» — трьохполосна блокова АС, номінальна потужність — 25 Вт, 40-20000 Гц, 4 Ом, йшла в комплекті до підсилювача «Електроніка 104С»
- «Електроніка 25АС-227» — трьохполосна АС в натуральному дерев'яному корпусі. Потужність: номінальна — 25 Вт, паспортна потужність — 50 Вт, короткочасна — 75 Вт, діапазон 31,5 — 31500 Гц, номінальний опір 4 Ом. Особливість даної АС, як і більш ранньої моделі, 25АС-027, наявність ізодинамічної ВЧ головки, яка відрізняється низькими фазовими спотвореннями і забезпечує високу точність відтворення високих частот.
- «Електроніка 25АС-326» — трьохполосна АС в корпусі з ДСП, потужності: номінальна — 25 Вт, гранична довготривала — 35 Вт, гранична короткочасна — 50 Вт, 40-20000 Гц, 4 Ом
- «Електроніка 25АС-328» — двосмугова АС в корпусі з ДСП, номінальна потужність 25 Вт кожна, номінальний діапазон частот 40-20000Гц, номінальний опір 8 Ом
- «Електроніка 35АС-130» — двосмугова АС, з пасивним випромінювачем на задній стінці, ізодинамічним СЧ-ВЧ випромінювачем, НЧ випромінювачем із стільниковим заповненням дифузора і плоским фронтом, гранична короткочасна потужність — 130 ват
- «Електроніка 35АС-015» — трьохполосна АС з пасивним випромінювачем
- «Електроніка 50АС-024»
- «Електроніка 50АС-061М»
- «Електроніка 50АС-024»
- «Електроніка 100АС-060», «Електроніка 75АС/150АС», «Електроніка 100АС-063», «Електроніка 75АС-065» (аналог 100АС, корпус менше) — серія акустичних систем, примітних застосуванням спіненого нікелю в СЧ і НЧ-головках і металізованого дифузора ВЧ, мають дуже велику чутливість.
- «Електроніка Б1-01» — АС в натуральному дерев'яному корпусі, номінальна потужність 20 Вт кожна, номінальний діапазон частот 40-18000Гц, номінальний опір 16 Ом.

## Навушники
- «Електроніка ТДС-5» / «Електроніка ТДС-5М» — ізодинамічні (ортодинамичні) навушники. Діапазон частот 20 — 20000 Гц. Тиск звуку не менше 0.5 Вт Випуск — з середини 1980-х. Випускалися спеціально для котушкових магнітофонів вищого класу — Електроніка 00 … і Олімп 00 … і вертушок — Арктур 00, клон Yamaha YH-1 70х років
- «Електроніка ТДС-7» — ізодинамічні навушники. Діапазон частот 20 — 20000 Гц. Поєднання високої якості відтворення з відсутністю комфорту.
- «Електроніка ТДС-13.2» — поставлялися разом з вініловим програвачем.
- «Електроніка ТДС-14»
- «Електроніка ТДС-15» — ізодинамічні (ортодинамичні) навушники. Діапазон частот 20 — 20000 Гц.
- «Електроніка ТДС-16» — ізодинамічні (ортодинамичні) навушники. Діапазон частот 20 — 20000 Гц.
- «Електроніка ТДС-22-2» — динамічні малогабаритні вкладні навушники для використання, переважно, з малогабаритної апаратурою типу walkman. Штекер —  mini-jack 3,5 мм. У комплект входили: два комплекти амбушюр, перехідник на штекер  DIN і футляр-«черепаха» для зручного зберігання і перенесення навушників. Випускалися в кінці 1980-х — 1990-х роках.

## Підсилювачі
- «Електроніка 10 стерео»
- «Електроніка 001 стерео»
- «Електроніка 043 стерео»
- «Електроніка Д1-014 квадро»
- «Електроніка Т1-002 стерео»
- «Електроніка Т1-040 стерео»
- «Електроніка У-104 стерео»
- «Електроніка УКУ-020 стерео»
- «Електроніка УК-043 стерео»
- «Електроніка У-045 стерео»
- «Електроніка 50У-017С стерео»
- «Електроніка ЕФ-015 стерео»
- «Електроніка ЕФ-017 стерео»
- «Електроніка УК-044 стерео»
- «Електроніка Б1-01 стерео»
- «Електроніка 100 моно»

## Еквалайзери
- «Електроніка Е-002 стерео»
- «Електроніка ЕК-004 стерео»
- «Електроніка Е-043 стерео»
- «Електроніка Е-06»

## Електропрогравачі, електрофони
- «Електроніка Б1-01» — клон електропрогравача Thorens TD-125. Випускався з 1974 року у складі однойменного стереокомплекса (підсилювач, акустична системи й електропрогравач).
- «Електроніка Б1-02»
- «Електроніка Б1-04» — електропрогравач з прямим приводом, кварцовою стабілізацією, тангенціальним тонармом і квазісенсорним управлінням, повний автомат
- «Електроніка Б1-11» — електропрогравач є спрощеним варіантом «Електроніка Б1-01»
- «Електроніка Д1-011 стерео»
- «Електроніка Д1-012С» — моноблочний електрофон вищого класу, 2х25 ват, поставлявся з комплектом АС «Електроніка 25АС-126/326»
- «Електроніка 012»
- «Електроніка ЕП-015 стерео»
- «Електроніка ЕП-017 стерео»
- «Електроніка ЕП-019 стерео»
- «Електроніка ЕП-030 стерео»
- «Електроніка ЕП-060 стерео»
- «Електроніка ЕП-090 стерео»
- «Електроніка ЕФ-017С»

## Блоки живлення
- «Електроніка БП2-1» — для мікрокалькуляторів з катодолюмінесцентними і світлодіодними індикаторами;
- «Електроніка БП2-3» (з різними буквеними індексами) — для мікрокалькуляторів з катодолюмінесцентними і світлодіодними індикаторами;
- «Електроніка Д2-10М» — для мікрокалькуляторів з катодолюмінесцентними і світлодіодними індикаторами;
- «Електроніка Д2-10К» — для мікрокомп'ютера МК-85;
- «Електроніка Д2-27» — для систем сигналізації;
- «Електроніка Д2-37» (з різними буквеними індексами) — для мікрокалькулятора МК-90 (іноді використовувався і для комплектації МК-85);
- «Електроніка МС 9011» — для ПЕОМ серії БК.

## Різне
- «Електроніка Б-5-31» — автомобільний блок електронного запалення;
- «Електроніка Б5-xx» — фотоспалахи;
- «Електроніка К-01» — комутатор побутової радіоапаратури;
- «Електроніка ФЕ-xx» — фотоспалах електронний (відомі номери ФЕ-27, ФЕ-30, ФЕ-35);
- «Електроніка ММЦ-03» — цифровий мультиметр на основі мікросхеми 572ПВ5;
- «Електроніка Т1-003-стерео» — блоковий стереофонічний комплекс (тюнер, еквалайзер, підсилювач, касетна дека, електропрогравач, акустична система);
- «Електроніка 8ТМБ-02Д» — телемагнітола;
- «Електроніка П-401С» — персональний переносний аудіоплеєр на компакт-касетах;
- «Електроніка ПМ-01» — пульт мікшерний 1987 року випуску;
- «Електроніка ПМ-03» — пульт мікшерний;
- «Електроніка ПМ-04» — пульт мікшерний;
- «Електроніка ІСІ-01» — Індикатор НВЧ випромінювання;
- «Електроніка ЕЛЕТАП-мікро» — Телефонний апарат настільного типу, Модель 4;
- «Електроніка ТА-5» — телефонний апарат;
- «Електроніка СП-xx» — мікрохвильові печі;
- «Електроніка ЗП-01» — зарядно-пусковий пристрій;
- «Електроніка ПУ-01» — переговорний пристрій («інтерком»);
- «Електроніка 1ППБ-60» — переносна радіостанція.

## Основні розробники і виробники
- «Світлана» (Ленінград)
- «Мікрон» (Зеленоград)
- «Ангстрем» (Зеленоград)
- НВО «Науковий Центр» (Зеленоград)
- «Еліон» (Зеленоград)
- «Інтеграл» (Мінськ)
- «Електроніка» (Воронеж)

## «Електроніка» у пост-радянський час
На даний момент випуск деяких моделей годинників «Електроніка» триває з невеликими змінами в  Білорусі на мінському НВО  «Інтеграл». У Новосибірську НПП «Семик» розробило і випускає калькулятори під назвою «Електроніка МК-152» (2007 р.), «Електроніка МК-161» (2009 р.) і «Електроніка МК-152М» (2011 р.)
У 2006 році за замовленням «М. Відео», одного з найбільших федеральних рітейлерів електроніки і побутової техніки, воронезьке ВАТ «Відеотелефон», контрольоване Rolsen Electronics, відновило виробництво телевізорів під радянською торговою маркою «Електроніка». Воронезьке підприємство «Відеотелефон» створено в 1987 р. на замовлення НВО «Електроніка». З 1996 р., коли завод був акціоновано, він перейшов на збирання телевізорів, по ліцензії там випускалися «Рубін», JVC, LG, Rolsen. У 1999 р. 17,7% підприємства придбав московський завод телевізорів «Рубін», який в 2000 р. повністю переніс телевиробництво до Воронежа, а в листопаді 2003 р. «Рубін» поступився своєю часткою у ВАТ «Відеотелефон» Rolsen Electronics.
Також під маркою «Електроніка» випускаються голосові інформатори для громадського транспорту моделей МС6610.02 (на нестандартних модулях пам'яті з роз'ємом DB-25) та МС6610.03 (на картах пам'яті SD і MMC).